# Fotinì Peluso
Fotinì Peluso (Roma, 1º gennaio 1999) è un'attrice italiana.

## Biografia
Figlia di padre italiano e madre greca, laureata in economia all'Università degli Studi Roma Tre, ha iniziato a studiare recitazione con Mario Grossi. Dopo non aver passato un provino per il film Un bacio, ha fatto il suo debutto ufficiale nel 2018, nella serie Romanzo famigliare. Il debutto cinematografico è avvenuto nel 2020, nel film Il regno. Ha preso parte alle due stagioni della serie Rai La Compagnia del Cigno e della serie Netflix Tutto chiede salvezza grazie alla quale ha vinto un Ciak d'oro e un Premio Guglielmo Biraghi nella categoria "Grandi serie" ai Nastri d'argento 2023.
Sempre nel 2023, ha ricevuto un David di Donatello come attrice rivelazione. Nel mese di marzo 2024 la rivista Forbes Italia l'ha inserita tra gli under 30 italiani che avranno maggiore impatto nel futuro per la categoria intrattenimento.

## Filmografia

### Cinema
- Il regno, regia di Francesco Fanuele (2020)
- Sotto il sole di Riccione, regia di Younuts (2020)
- Cosa sarà, regia di Francesco Bruni  (2020)
- Il colibrì, regia di Francesca Archibugi (2022)
- La treccia (La Tresse), regia di Lætitia Colombani (2023)
- Dieci minuti, regia di Maria Sole Tognazzi (2024)
- L'Enfant qui mesurait le monde, regia di Takis Candilis (2024)
- Mani nude, regia di Mauro Mancini (2024)

### Televisione
- Non uccidere - serie TV, episodio 2x11 (2017)
- Romanzo famigliare – serie TV, 12 episodi (2018)
- La Compagnia del Cigno – serie TV, 24 episodi (2019-2021)
- Nudes – serie TV, 3 episodi  (2021)
- Tutto chiede salvezza – serie TV, 12 episodi (2022-2024)
- Greek Salad – serie TV, 8 episodi (2023)
- Les Indociles – serie TV, 2 episodi (2023)

## Riconoscimenti
- Ciak d'oro
  - 2023 – Premio per la serie Tutto chiede salvezza[8]
- David di Donatello
  - 2023 – David Rivelazioni Italiane[10]
- Nastro d'argento
  - 2023 – Premio Guglielmo Biraghi nella categoria "Grandi serie" per Tutto chiede salvezza[9]